# Dysphania pusilla
Dysphania pusilla är en amarantväxtart som först beskrevs av Joseph Dalton Hooker och som fick sitt nu gällande namn av Sergej Mosyakin och Steven Earl Clemants. 
Dysphania pusilla ingår i släktet doftmållor och familjen amarantväxter. Inga underarter finns listade i Catalogue of Life.